# Luc Abalo
Pour les articles homonymes, voir Abalo.
Luc Abalo, né le 6 septembre 1984 à Ivry-sur-Seine, est un joueur français de handball, évoluant aux postes d'ailier droit et parfois d'arrière droit. International français de 2005 à 2021, il est le seul handballeur, avec Nikola Karabatic et Michael Guigou, à avoir remporté les trois compétitions majeures à trois reprises : il est champion olympique en 2008, 2012 et 2021, champion du monde en 2009, 2011 et 2017 et champion d'Europe en 2006, 2010 et 2014.
En club, il est formé et révélé à l'US Ivry avant d'évoluer au BM Ciudad Real puis au Paris Saint-Germain. Il cumule ainsi une victoire en Ligue des champions et onze championnats nationaux.
Le 30 avril 2023, il entre dans le Hall of Fame du handball français.

## Biographie
Né de parents togolais à Ivry, Luc Abalo est détecté assez tôt par les techniciens de l'US Ivry pour être orienté vers le pôle d'Eaubonne. Avec son club d'Ivry, il occupe le poste d'arrière droit et d'ailier droit. Même si son physique (relativement petit, 1,82 m, et frêle) le rend un peu atypique au poste d'arrière, c'est grâce à une extension phénoménale qu'il peut jouer à ce poste. Il compense par de grandes qualités de dynamiteur, avec des premiers appuis rapides et incontrôlables, ainsi qu'une détente sèche hors du commun. Ses capacités de vitesse et de prise de risques, il les met au service de l'équipe de France comme ailier droit, poste où il succède au montpelliérain Grégory Anquetil.
Il devient ainsi titulaire du poste d'ailier au sein de l'équipe de France lors du Championnat d'Europe 2006, compétition qui apporte, avec le titre européen, la première médaille française lors d'un Euro.
Il reste 12 saisons au sein de l'US Ivry, remportant notamment le championnat de France 2007 au terme duquel il est élu meilleur joueur de la saison. En 2008, il rejoint à la fin du contrat qui le liait avec son club de toujours le club réputé de Ciudad Real dernier vainqueur de la Ligue des champions et où il retrouve son coéquipier en équipe de France Didier Dinart. Il arrive en Espagne auréolé du 1er titre olympique conquis par l'équipe de France en 2008 à Pékin, titre confirmé cinq mois plus tard par un titre mondial remporté en venant à bout en finale de la Croatie qui jouait pourtant à domicile.
Il apporte au jeu de Ciudad Real une vivacité qui n'existait pas à ce poste et une prise de risque importante et dès sa première année, il est sacré champion d'Espagne et remporte la Ligue des champions. Au cours des quatre saisons passées à Ciudad Real, devenu Atlético de Madrid en 2011, il remporte un nouveau titre de champion d'Espagne en 2010 mais cède les 2 années suivantes face au FC Barcelone et atteint par deux fois la finale de la Ligue des champions en 2011 et 2012. Il enrichit également son palmarès de deux coupes du Roi, d'une Coupe ASOBAL, d'une supercoupe d'Espagne, d'une supercoupe d'Europe et de deux coupes du monde des clubs.
Pendant cette page espagnole, il apporte son talent dans la folle épopée des « Experts » qui sont champions d'Europe en 2010, champions du monde en 2011 et champions olympiques en 2012.
En 2012, souhaitant se rapprocher de sa famille habitant toujours la région parisienne, Luc Abalo signe pour 4 ans au Paris Saint-Germain Handball où vient d'investir le Qatar Investment Authority. Le 14 octobre 2012, lors de son premier match sous ses nouvelles couleurs pour le compte de la première journée de D1 face à Cesson Rennes, il inscrit 8 buts pour 11 tentatives et termine ainsi meilleur buteur du match.
Il remporte à l'issue de la saison son deuxième titre de champion de France, mais doit s'incliner en finale de la Coupe de France 2013 face au Montpellier Handball.
En 2019, il remporte son septième titre de Champion de France, le sixième avec le PSG. Son contrat avec le PSG se terminant au terme de la saison 2019/2020, il envisage alors de mettre un terme à sa carrière avec l'espoir de terminer sur une ultime médaille aux Jeux olympiques de Tokyo. Mais à cause de la pandémie de Covid-19, ce qui devait être sa dernière saison se trouve être totalement tronquée avec des compétitions brutalement arrêtées en mars et des JO reportés en 2021, si bien qu'Abalo revient sur sa décision d’arrêter,. Le Paris Saint-Germain Handball lui ayant déjà trouvé un remplaçant avec le Toulousain Ferrán Solé, Abalo est alors dans l'obligation de trouver un nouveau club alors que ceux-ci sont dans une grande incertitude sportive et financière du fait du Covid-19. C'est ainsi que le 28 mai 2020, il signe en faveur du club norvégien de l'Elverum Handball.
Dans cette saison 2020/2021 perturbée par la Covid-19, il perd son père en décembre puis, après la 4e place au Championnat du monde, le service d'immigration ne l'autorise pas à rentrer en Norvège (où il évoluait en club) en raison des restrictions sanitaires. Il trouve alors refuge à la Maison du handball et retrouve ses coéquipiers lors de matchs de Ligue des champions que le club est contraint de disputer hors de Norvège. Après l'élimination du club en début avril et l'arrêt des compétitions nationales, il se retrouve alors seul pour finir la saison : « je me levais très tôt tous les matins pour aller m'entraîner et travailler sur mon après-carrière ». Cette fin de carrière compliquée combinée aux difficultés de l'équipe de France font qu'Abalo a alors le « Syndrome de l'imposteur » : « je l'avais parce qu'on me faisait moins jouer et je me demandais si on me prenait simplement parce que j'avais gagné des titres avant ».
Aux Jeux de Tokyo, sous la direction de son ancien coéquipier Guillaume Gille avec qui il avait remporté sa première médaille d'or aux Jeux, à Pékin en 2008, Luc Abalo devient à 36 ans triple champion olympique, au même titre que Michael Guigou et Nikola Karabatic, la France prenant en finale le 7 août 2021 sa revanche sur le Danemark (qui l'avait battue à Rio en 2016) sur le score de 25-23. Tout comme Michael Guigou, il prend sa retraite internationale dans la foulée de ce troisième titre,.
Évoluant à partir de 2021 au Zeekstar Tokyo, il annonce en février 2023 arrêter sa carrière de joueur à l'issue de la saison.

## Résultats

### Équipe de France

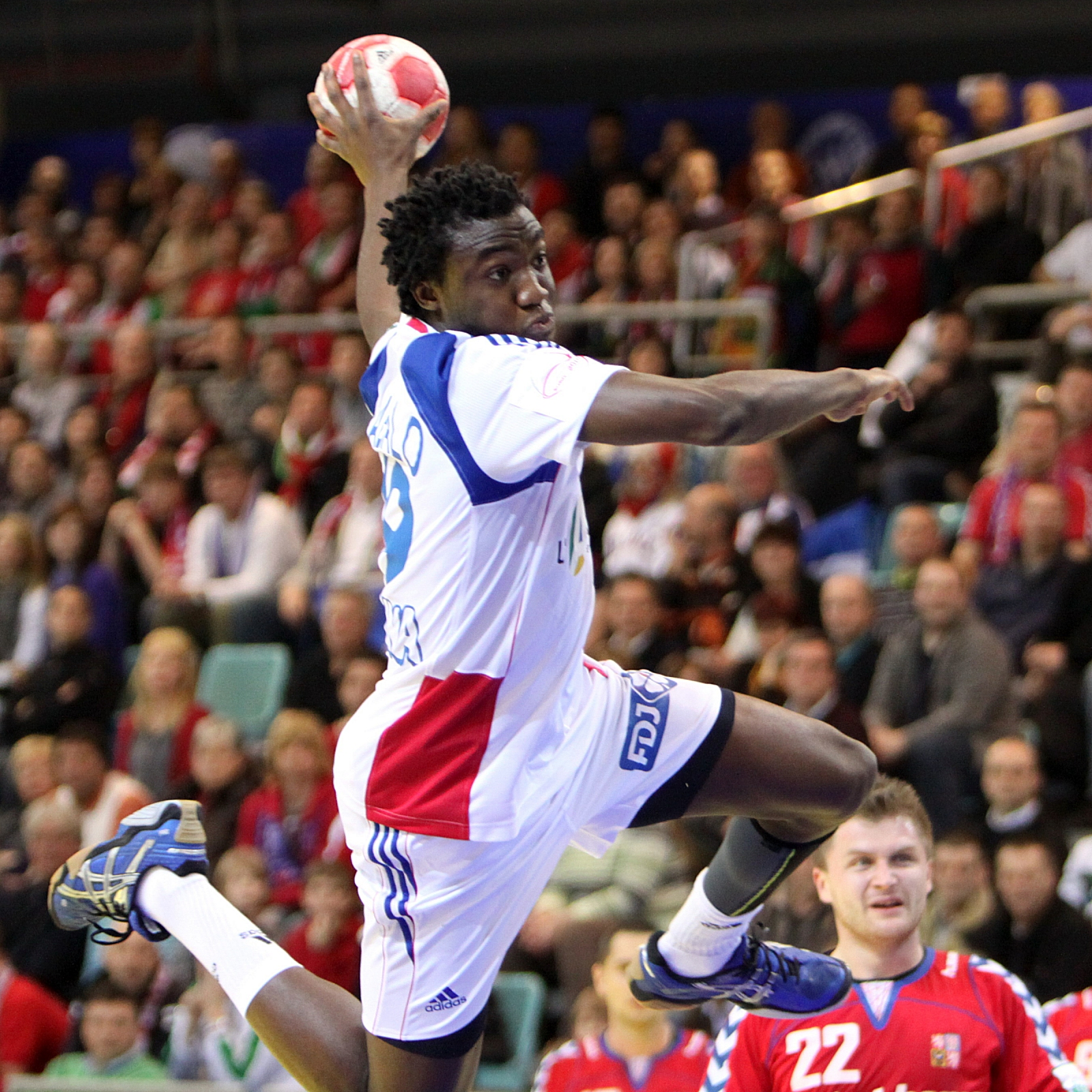
Luc Abalo sous le maillot de l'Équipe de France lors de l'Euro 2010.

Luc Abalo cumule 289 sélections pour 859 buts marqués entre le 25 juin 2005 contre la Turquie aux Jeux méditerranéens et le 7 août 2021 contre le Danemark en finale des Jeux olympiques de Tokyo.
Ses résultats sont :
| Année | Compétition          | Pays           | Résultat                           | Matchs (buts)       |
| ----- | -------------------- | -------------- | ---------------------------------- | ------------------- |
| 2006  | Championnat d'Europe | Suisse         | Médaille d'or, Europe              | 8 (23)              |
| 2007  | Championnat du monde | Allemagne      | 4e                                 | 10 (39)             |
| 2008  | Championnat d'Europe | Norvège        | Médaille de bronze, Europe         | 8 (31)              |
| 2008  | Jeux olympiques      | Pékin          | Médaille d'or, Jeux olympiques     | 8 (29)              |
| 2009  | Championnat du monde | Croatie        | Médaille d'or, monde               | 10 (47)             |
| 2010  | Championnat d'Europe | Autriche       | Médaille d'or, Europe              | 8 (30)              |
| 2011  | Championnat du monde | Suède          | Médaille d'or, monde               | 10 (33)             |
| 2012  | Championnat d'Europe | Serbie         | 11e                                | 6 (18)              |
| 2012  | Jeux olympiques      | Londres        | Médaille d'or, Jeux olympiques     | 8 (23)              |
| 2013  | Championnat du monde | Espagne        | 6e                                 | 7 (24)              |
| 2014  | Championnat d'Europe | Danemark       | Médaille d'or, Europe              | 8 (31)              |
| 2015  | Championnat du monde | Qatar          | absent sur blessure                | absent sur blessure |
| 2016  | Championnat d'Europe | Pologne        | 5e                                 | 6 (24)              |
| 2016  | Jeux olympiques      | Rio de Janeiro | Médaille d'argent, Jeux olympiques | 8 (21)              |
| 2017  | Championnat du monde | France         | Médaille d'or, monde               | 9 (12)              |
| 2018  | Championnat d'Europe | Croatie        | Médaille de bronze, Europe         | 8 (20)              |
| 2019  | Championnat du monde | ,              | Médaille de bronze, monde          | 10 (20)             |
| 2020  | Championnat d'Europe | ,              | 14e                                | 3 (8)               |
| 2021  | Championnat du monde | Égypte         | 4e                                 | 9 (14)              |
| 2021  | Jeux olympiques      | Tokyo          | Médaille d'or, Jeux olympiques     | 8 (18)              |

### Clubs
Compétitions internationales
- Ligue des champions
  - Vainqueur (1) : 2009
  - Finaliste (3) : 2011, 2012 et 2017
- Vainqueur de la Supercoupe d'Europe (1) : 2008-09
- Coupe du monde des clubs
  - Vainqueur (2) : 2010, 2012
  - Finaliste (2) : 2011 et 2016

Compétitions nationales
- Championnat de France
  - Vainqueur (8) : 2007, 2013, 2015, 2016, 2017, 2018, 2019, 2020
  - Deuxième (1) : 2014
- Coupe de France
  - Vainqueur (3) : 2014, 2015, 2018
  - Finaliste (2) 2006, 2013
- Trophée des champions
  - Vainqueur  (3) : 2014-15, 2015-16, 2016-17
- Coupe de la Ligue
  - Vainqueur (3) : 2017, 2018, 2019
  - finaliste (2) : 2007, 2015
- Championnat d'Espagne
  - Vainqueur (2) : 2009 et 2010
  - Deuxième (2) : 2011 et 2012
- Coupe du Roi
  - Vainqueur (2) : 2011, 2012
  - Finaliste (1) : 2009
- Coupe ASOBAL
  - Vainqueur (1) : 2011
  - Finaliste (1) : 2010
- Supercoupe d'Espagne
  - Vainqueur (1) : 2012
  - Finaliste (1) : 2009
- Championnat de Norvège
  - Vainqueur (1) : 2021
- Coupe de Norvège
  - Vainqueur (1) : 2021

### Distinctions individuelles
Distinctions générales
- EHF Handball Award[14] (récompense honorifique décernée aux joueurs ayant remporté les titres majeurs ainsi bien en équipe nationale qu'en club)
- Nommé pour le titre de meilleur handballeur mondial de l'année en 2011[15]

Distinctions en équipe de France
- Élu meilleur ailier droit du Championnat d'Europe (2) : 2010 et 2014

Distinctions en club
- Élu meilleur ailier droit de la Ligue des champions (1) : 2014[16]
- Élu meilleur joueur du championnat de France (1) : 2007[3]
- Élu meilleur arrière droit du championnat de France (3) : 2005, 2006 et 2008[1]
- Élu meilleur ailier droit du championnat de France (2) : 2007, 2013
- Élu meilleur ailier droit du championnat d'Espagne (4) : 2009, 2010, 2011, 2012

Par ailleurs, un gymnase porte son nom depuis 2015 à Saint-Sébastien-sur-Loire près de Nantes.

### Décorations
- Chevalier de la Légion d'honneur (2008)[18] puis  Officier de la Légion d'honneur (décret du 8 septembre 2021)[19]
- Officier de l'ordre national du Mérite (décret du 31 décembre 2012)[20]

## Galerie

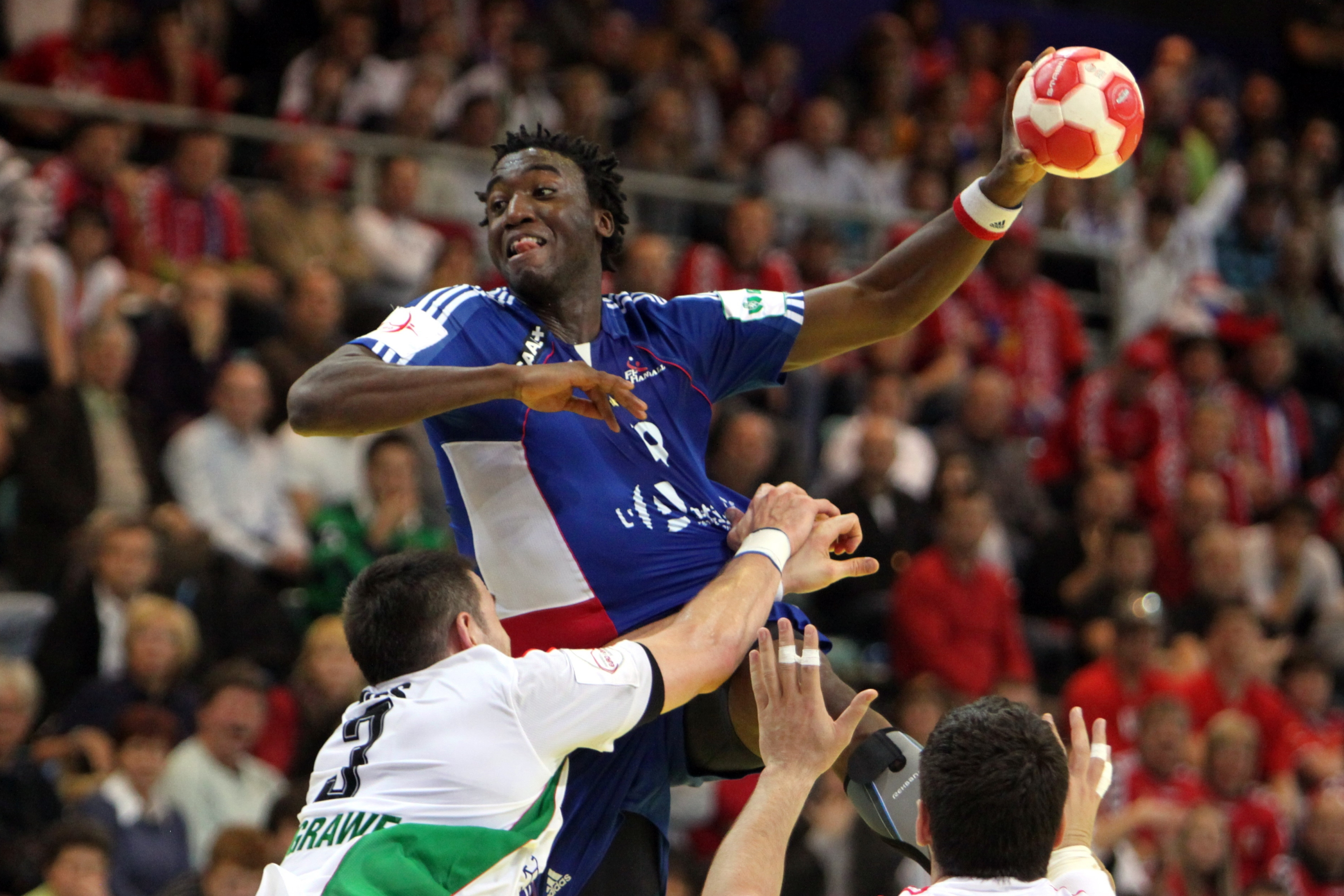
Avec l'équipe de France
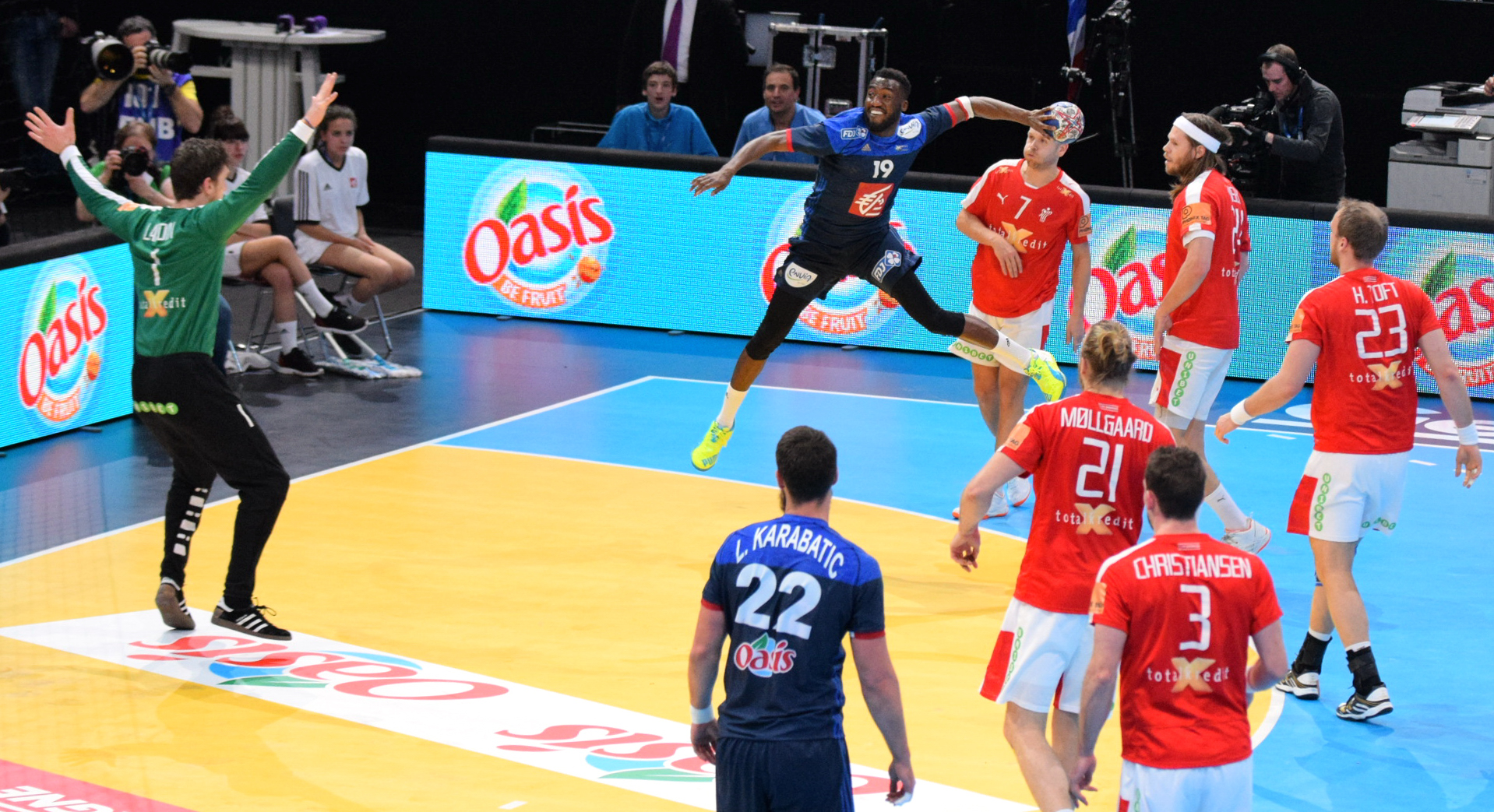
...
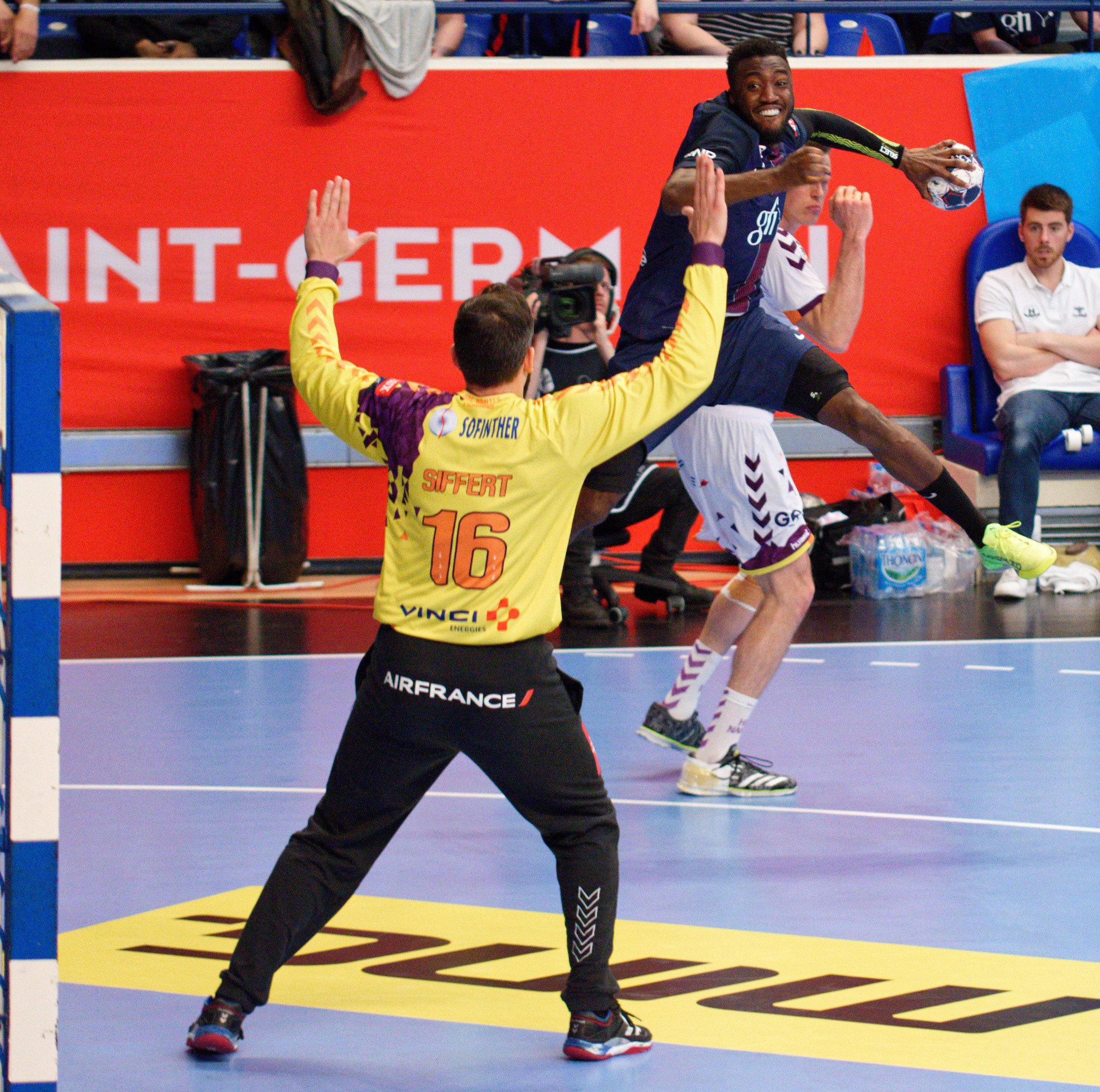
Avec le Paris SG
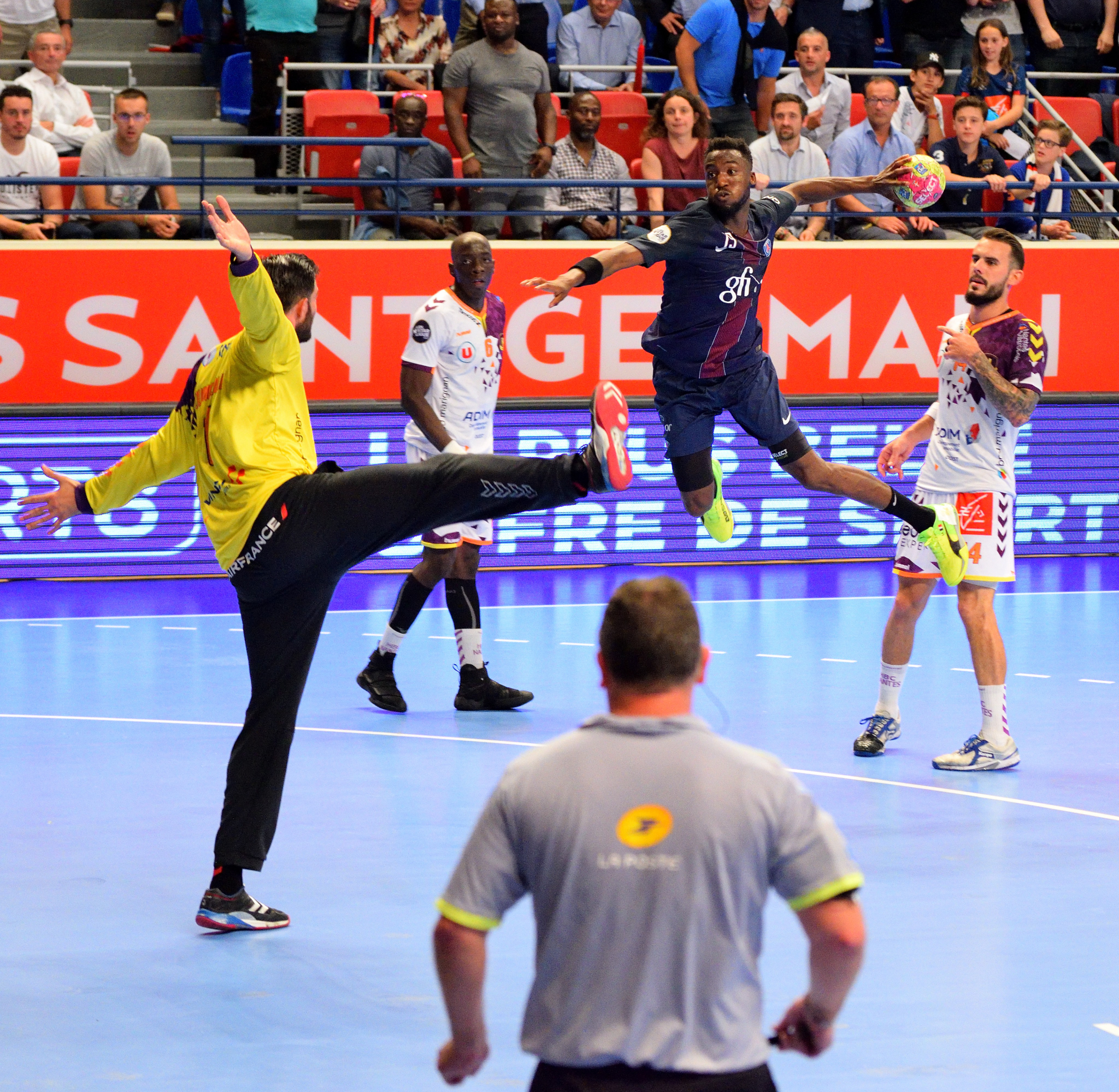
...
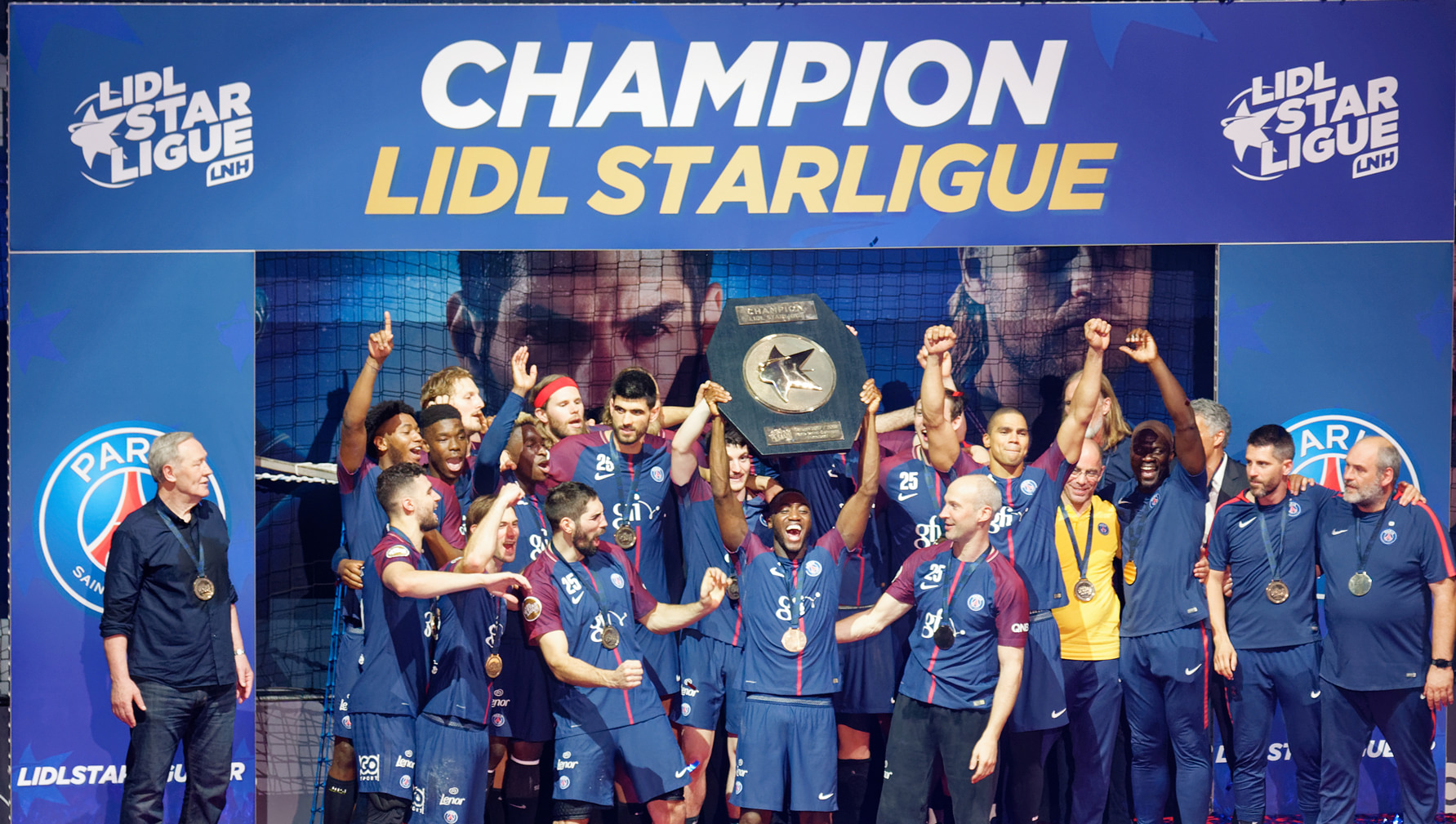
...

Au tir face à Cyril Dumoulin en 2016.
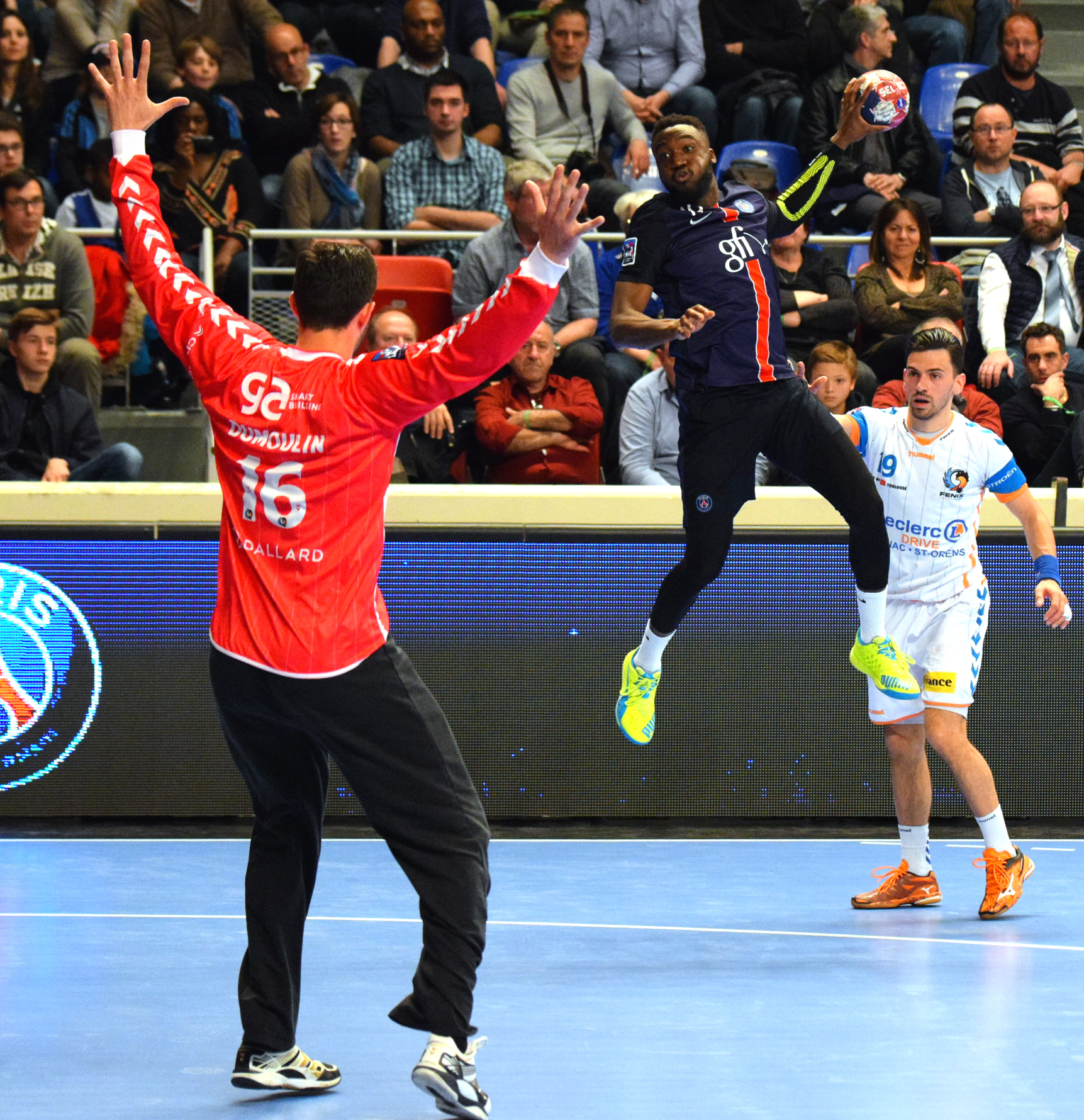
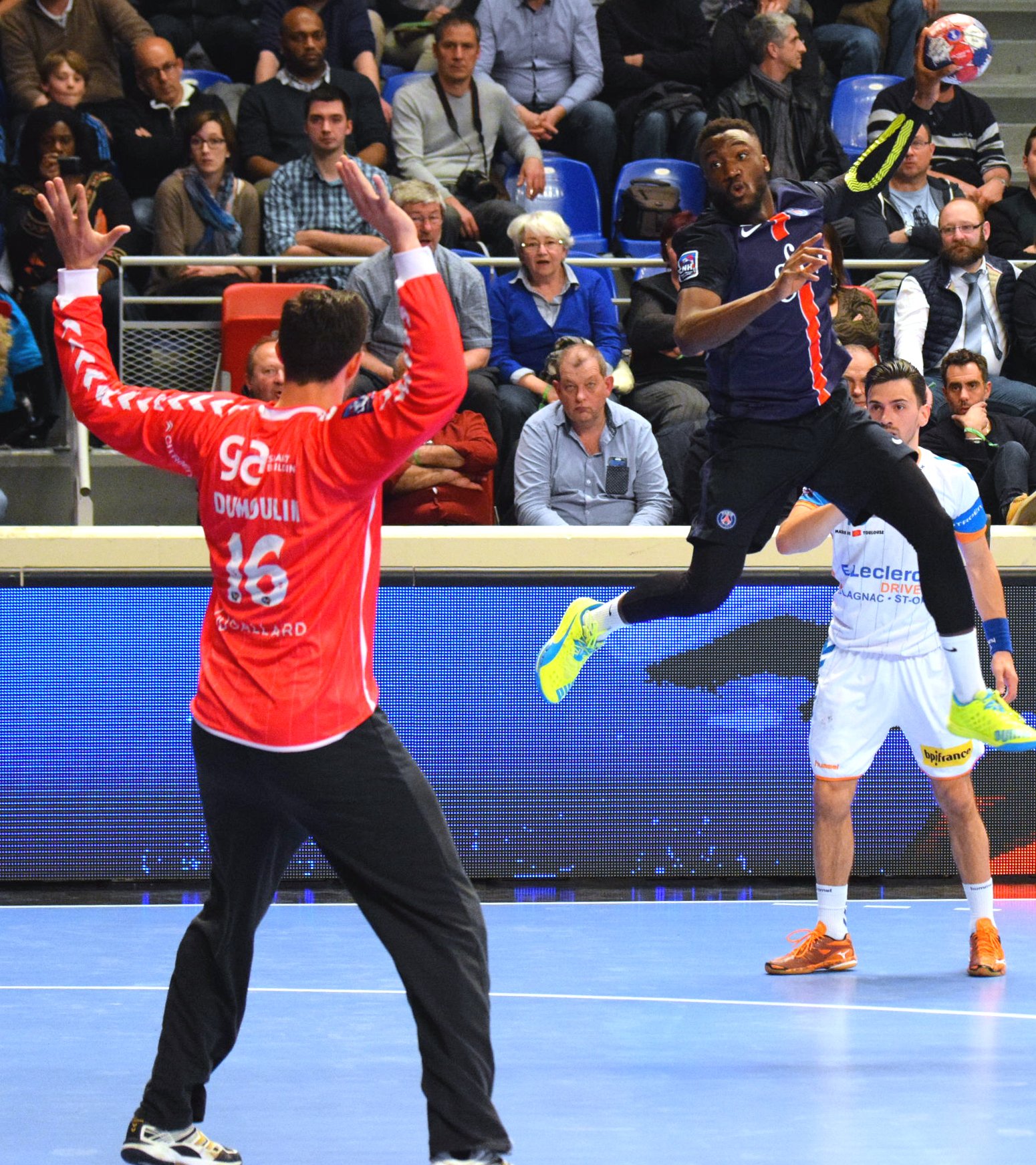
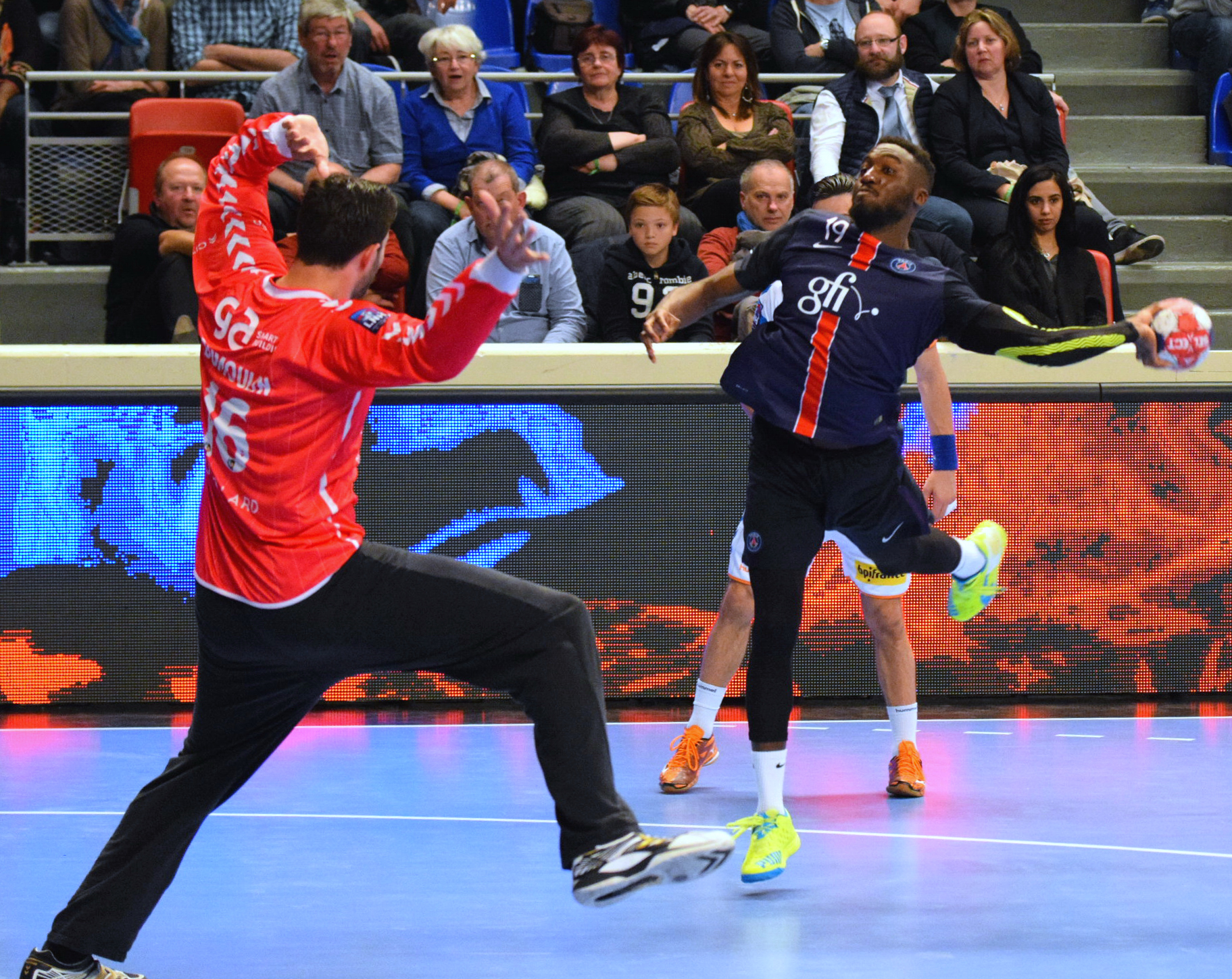
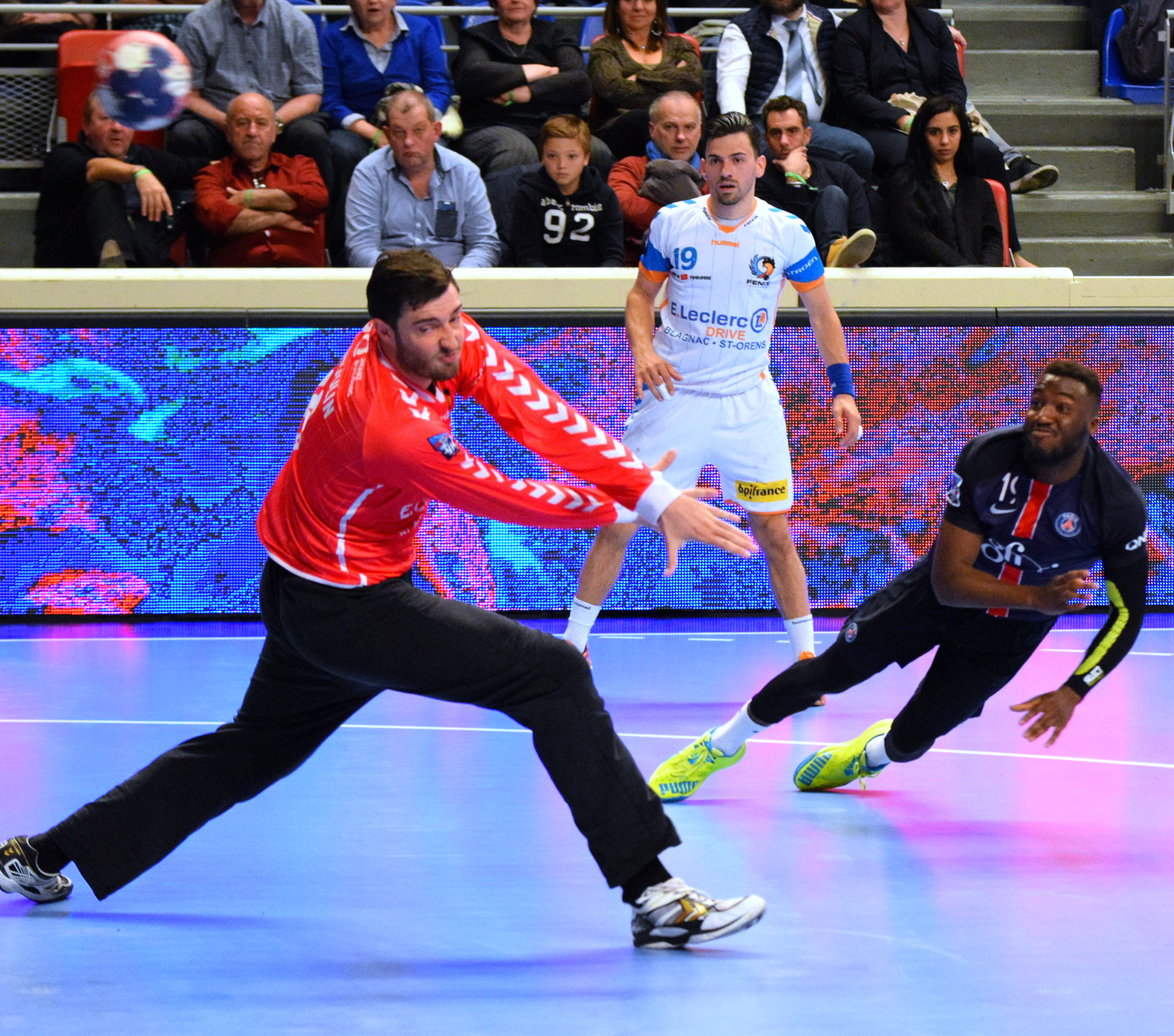